# لنگا، آنگولا
لنگا (به انگلیسی: Longa) شهری در استان کواندو کوبانگو واقع در کشور آنگولا است که در سال ۲۰۰۹ میلادی ۳٬۴۰۳ نفر جمعیت داشته است.